# Надеждино (Дмитровський міський округ)
Наде́ждино (рос. Надеждино) — присілок у складі Дмитровського міського округу Московської області, Росія.

## Населення
Населення — 14 осіб (2010; 14 у 2002).
Національний склад (станом на 2002 рік):
- росіяни — 86 %

## Пам'ятки архітектури
У присілку знаходиться пам'ятка історії місцевого значення садиба Надеждино, в якій у 1838–1844 роках жив декабрист В. С. Норов
. Окрім того в присілку збереглася будівля земського училища імені Н. П. Поливанова, яке входило в комплекс садиби Надеждино. Ще одна пам'ятка архітектури — церква Покрови Пресвятої Богородиці.